# Aligia atrivena
Aligia atrivena är en insektsart som beskrevs av Hepner 1939. Aligia atrivena ingår i släktet Aligia och familjen dvärgstritar. Inga underarter finns listade i Catalogue of Life.